# Liesbeth Beeks
Liesbeth Beeks (15 de abril de 1961) es una deportista neerlandesa que compitió en judo. Ganó tres medallas en el Campeonato Europeo de Judo entre los años 1980 y 1983.

## Palmarés internacional
| Campeonato Europeo | Campeonato Europeo | Campeonato Europeo | Campeonato Europeo |
| Año                | Lugar              | Medalla            | Categoría          |
| ------------------ | ------------------ | ------------------ | ------------------ |
| 1980               | Údine (Italia)     | Medalla de plata   | –56 kg             |
| 1981               | Madrid (España)    | Medalla de bronce  | –56 kg             |
| 1983               | Génova (Italia)    | Medalla de bronce  | –56 kg             |